# Club Atlético Sportsman (Carmen de Areco)
El Club Atlético Sportsman fue fundado en 1922 y es oriundo de Carmen de Areco. Participó en el torneo Federal B entre 2015 y 2017. Luego de resultar ganador del Torneo Federal C en 2015 y 2016. En el año 2024 participó de cuatro torneos, siendo campeón en tres (3) de ellos y subcampeón en el cuarto. Actualmente está compitiendo en el Torneo 5 ligas, 6 ciudades, que es el torneo más importante de la región. Milita en la Liga de Fútbol de Arrecifes y en la Liga Independiente de Fútbol de Carmen de Areco. En octubre de 2025 participará del Torneo Regional Federal Amateur, compitiendo por un ascenso al Torneo Federal A. (Esto se da por haber obtenido el bicampeonato en 2024).

## Historia

### Inicios
El club se origina en octubre de 1922, en Carmen de Areco, a través de Salvador Vásquez que propuso a sus compañeros la creación de una nueva entidad futbolística. Tras realizar la primera reunión y momentos después, aquella misma tarde, se agruparon en la zapatería de Lorenzo Lombarda, Salvador Vásquez junto con Augusto Sánchez,  José  Libonatti, Alfredo Ravellino, Wilfredo Neyra, Arturo y Roberto Lombardi, José B. Pellegrin, Alfredo Roberti, Juan J. Cosentino, Pedro Casco, Celso Acuña, Vicente Puricelli , Rodolfo Gordillo y Alfredo Lafarga. Iniciada la entidad, se armó la dirigencia organizada la comisión de la siguiente forma: su presidente Manuel Almeida; vicepresidente Alfredo Ravellino; los secretarios Salvador Vásquez, Augusto Sánchez; la tesorería a cargo de Jacobo Cohan y Arturo Lombarda; y los vocales José Libonatti, Wilfredo Neyra, Vicente Puricelli, José Pellegrin, Celso Acuña, Alfredo Roberti, Rodolfo Gordillo y Roberto Lombarda.

### Primera formación
Si bien los recursos eran escasos, Josefina Lombarda fue la encargada de aportar al club las primeras vestimentas representativas. Mientras que la primera formación del conjunto fue la siguiente: Augusto Sánchez, Alfredo Ravellino, José Pellegrin, Pedro Casco, José  Libonatti, Alfredo Roberti, Juan J. Cosentino, Celso Acuña, Roberto Lombardi, Wilfredo Neyra y Heredia.

### Llegada a la AFA
Para 2011, el fútbol del interior sufrió una reestructuración, donde resultaron afectados el Argentino B, con el aumento de participantes, y el Torneo del Interior, con la incorporación de más campeones de ligas. Esto benefició al club, que había conseguido el campeonato de Carmen de Areco y se clasificó al Torneo del Interior.
Compitió en la Zona 75 de la fase clasificatoria y el  hizo su debut recibiendo en Salto a Socorros Mutuos de Todd, cayendo por 2 a 1; el primer gol del club en la AFA lo anotó Gastón Lozano. Su primer triunfo llegó en la fecha 3 ante Baradero por 2 a 1 en el Municipal de Arrecifes. Tras caer por 3 a 1 en la última fecha ante Baradero, quedó fuera de la siguiente fase.

#### Nueva participación
Fue su segunda participación en este certamen equivalente a la quinta categoría del fútbol argentino. Compartió la Zona 28 con Defensa Argentina de Junín, Obras Sanitarias de Arrecifres y Origone de Agustín Roca, logrando culminar primero y avanzando por primera vez a la Fase Eliminatoria.
En treinta y dos avos de final, llave del segundo ascenso se impuso 3-2 en el global ante Mutual UTA de Luján empatando 1 a 1 en la ida y ganando la revancha por 2 a 1. En los dieciséisavos le ganó 3 a 1 a Mitre de San Pedro, avanzando tras un 2-0 en la ida y empate 1-1 en la vuelta. En Octavos de final caería por 5-3 ante Camioneros de Rodríguez perdiendo 0-3 en condición de visitante y con un triunfo 3-2 de local que no alcanzó para revertir la serie.

### Retorno a la AFA y ascenso
Luego de dos años de ausencia en torneos del Consejo Federal del Fútbol Argentino para la temporada 2015 logra volver a los certámenes de la AFA, clasificándose al nuevo Torneo Federal C, donde logra obtener el ascenso.
En la fase clasificatoria integró la Zona 18 con Almirante Brown (Arrecifes) y Social Ascensión, culminando primero en la misma
En la primera fase eliminatoria eliminó a Barracas de Colón con un global de 4-3 (1-1 y 3-2), la segunda fase eliminatario lo reencontró con Mutual UTA logrando avanzar con un global de 3-1 (1-0 y 2-1). En la tercera fase eliminó a Círculo Deportivo Otamendi por un global de 2-1 (1-0 y 1-1) accediendo así a la posibilidad de disputar la final por el ascenso al Torneo Federal B 2015. En la ida fue derrotado por el Club Villa Montoro de La Plata por 3-2, consiguiendo igualar la serie al ganar 1-0 la revancha en Carmen de Areco e imponiéndose 2-1 en la definición por penales. 

### Fugaz paso por el Federal B
Fue la primera temporada de Sportsman en la cuarta categoría para clubes indirectamente afiliados. Hizo su debut en la Zona 3 visitando a Agropecuario Argentino, cayendo por 5 a 2. Luego de varios empates, consiguió su primer triunfo en la décima fecha en 25 de mayo ante Argentino por 2 a 1, a lo que le siguió otro triunfo de local ante Once Tigres por 2 a 0. Sin embargo, le siguieron resultados carentes de triunfos y, tras caer por 5 a 0 ante Camioneros, fue condenado al descenso faltando 2 fechas. Se despidió de la categoría con un triunfo por 3 a 0 ante Argentino y un empate a 2 goles ante Once Tigres.

### Retorno al Federal B
Después de descender del Federal B 2015, debido al cambio de calendario, jugó el Torneo Federal C tras haber disputado su anterior edición. El equipo fue conducido por Javier birlangieri, que además era presidente del club. Logró superar la etapa clasificatoria con triunfos sobre Villa Sanguinetti y Palermo de Arrecifes, cayendo ante el puntero Argentino de Pergamino;  en la etapa final logró superar a Pilar en los penales y a El Frontón de San Andrés de Giles, pero cayó ante Barracas de Colon por la mínima en ambos encuentros, quedando a 2 instancias de la disputa por el ascenso. Sin embargo, la buena campaña le valió para la invitación del Consejo Federal a la temporada complementaria del Federal B.

#### Retorno al Federal B
Debido a la reestructuración del fútbol argentino, la temporada 2016 del Federal B se desarrolló en el primer semestre. Sin embargo, el certamen sufrió una reestructuración particular y disputó una temporada adicional en el segundo semestre: el Torneo Complementario. Fue la segunda temporada de Sportsman en el federal B, luego de haber sido invitado por el Consejo Federal. El equipo fue:1- Rubio / 2- Biglia / 3-Rocha / 4-Velázquez / 5- Martínez / 6- Lago / 7- Mondolo / 8- Geogeghan / 9- Pavone /10- Ayala / 11-Brunetti-suplentes:ronzoni, cubillas, lobato, adin y aubain.
Con una floja campaña, no logró superar la primera fase, logrando solamente 3 triunfos ante Jorge Newbery de Junín, Camioneros y El Linqueño, ante este último su único triunfo de local. Así consiguió evitar el descenso.

### Retorno a la liga
En el Torneo Federal B 2017 integra la zona B de la región pampeana norte junto con:
Belgrano y General Rojo de San Nicolás, Juventud de Pergamino, Sportivo y Atlético Baradero, Colonial de Ferré, Defensores y Sports de Salto y Sportivo Barracas de Colon.
El DT del lobo es Javier Birlangieri.
En la primera fecha derrotó a Colonial de Ferré por 2-0 con goles de Cristhian Galeazzi y Tomás Pavone.

## Establecimiento
La sede social está establecida en la localidad de Carmen de Areco, del partido de homónimo, con dirección en Rivadavia 952. 
Su estadio, el estadio El Bosque tiene capacidad para 250 espectadores.